# 孔泰薩·露絲
孔泰薩·露絲（英語：Contessa Rose，1984年8月1日—）是一名美國色情演員，隸屬於The Score Group。

## 早年
孔泰薩·露絲來自美國喬治亞州迪凱特，她曾經在一間書店工作及曾擔任脫衣舞孃，2009年成為模特兒，後來在25歲成為色情演員。

## 色情演員生涯
2009年，孔泰薩·露絲和The Score Group簽約。同年，她獲The Score Group安排，首次主演Boob Science。其中在《FIRST FUXXX》和Dimitri Long合作。
和Dimitri Long合作後，孔泰薩·露絲說：
2010年，孔泰薩·露絲主演Xtra 13。
2011年，孔泰薩·露絲接拍Hardscore 3。
2014年，孔泰薩·露絲主演Score Xtra Hardcut 2。
2017年，她主演《CONTESSA WILL BE YOUR SERVER》。

## 性取向
她不介意和別人交換配偶，而且她曾提及自己是雙性戀者。

## 作品
- Boob Science，2009年，The Score Group（英语：The Score Group）
- Xtra 13，2010年，The Score Group（英语：The Score Group）
- Hardscore 3，2011年，The Score Group（英语：The Score Group）
- Score Xtra Hardcut 2，2014年，The Score Group（英语：The Score Group）
- 《CONTESSA WILL BE YOUR SERVER》，2017年，The Score Group（英语：The Score Group）

## 外部連結
- 注意：這些是18禁連結。
  - Busty legends （页面存档备份，存于）
  - Contessa Rose，pimpyporn.com